# Mesabolivar aurantiacus
Mesabolivar aurantiacus is een spinnensoort uit de familie trilspinnen (Pholcidae). De soort komt voor in het noorden van Zuid-Amerika.